# Kanton Créteil-Ouest
Der Kanton Créteil-Ouest war von 1984 bis 2015 ein französischer Wahlkreis im Arrondissement Créteil, im Département Val-de-Marne und in der Region Île-de-France. Er bestand aus einem Teil der Stadt Créteil.

## Bevölkerungsentwicklung
| 1990   | 1999   | 2006   |
| ------ | ------ | ------ |
| 28.786 | 26.330 | 27.355 |